# Le Tanu
Le Tanu is een gemeente in het Franse departement Manche in de regio Normandië. De plaats maakt deel uit van het arrondissement Avranches en sinds 22 maart 2015 van het kanton Villedieu-les-Poêles, toen het kanton La Haye-Pesnel, waar de gemeente onder viel, werd opgeheven. De gemeente telde 421 inwoners op 1 januari 2022.

## Geografie
De oppervlakte van Le Tanu bedraagt 10,12 vierkante kilometer; Op 1 januari 2022 was de bevolkingsdichtheid 41,6 inwoners per km².
De onderstaande kaart toont de ligging van Le Tanu met de belangrijkste infrastructuur en aangrenzende gemeenten.

## Demografie
Onderstaande figuur toont het verloop van het inwonertal.
Beslon · La Bloutière · Boisyvon · Bourguenolles · Champrepus · La Chapelle-Cécelin · Le Chefresne · Chérencé-le-Héron · La Colombe · Coulouvray-Boisbenâtre · Fleury · Le Guislain ·La Haye-Bellefond · La Lande-d'Airou · Margueray · Maupertuis · Montabot · Montbray · Morigny · Percy · Sainte-Cécile · Saint-Martin-le-Bouillant · Saint-Maur-des-Bois · Saint-Pois · Le Tanu · La Trinité · Villebaudon · Villedieu-les-Poêles-Rouffigny